# Ван де Санден, Шэнис
Шэнис Джанис ван де Санден (нидерл. Shanice Janice van de Sanden; род. 2 октября 1992, Утрехт) — нидерландская футболистка, форвард клуба «Ливерпуль». Чемпион Европы 2017 года.

## Карьера
Выступала за «Утрехт», «Херенвен» и «Твенте».
В 2016 году перешла в английский «Ливерпуль».
С 2017 года играет за «Лион».
С 2008 года является игроком национальной сборной. Входила в состав команды на Евро-2009 и чемпионат мира 2015. В 2017 году в составе сборной стала чемпионом Европы и вошла в список претендентов на приз лучшей футболистке по версии УЕФА.

## Достижения
«Утрехт»
- Обладатель Кубка Нидерландов: 2009/10

«Твенте»
- Чемпион Лиги БеНе: 2012/13, 2013/14
- Чемпион Нидерландов: 2015/16
- Обладатель Кубка Нидерландов: 2014/15

Нидерланды
- Победитель чемпионата Европы: 2017